# Parachernes beieri
Espèce
Synonymes
- Parachernes nigrimanus Beier, 1948 nec Banks, 1902

Parachernes beieri est une espèce de pseudoscorpions de la famille des Chernetidae.

## Distribution
Cette espèce se rencontre au Costa Rica et en Équateur.

## Description
Le mâle holotype mesure 2 mm.

## Étymologie
Cette espèce est nommée en l'honneur de Max Beier.

## Publications originales
- Muchmore, 1999 : Redefinition of the genus Chelanops Gervais (Pseudoscorpionida: Chernetidae). Pan-Pacific Entomologist, vol. 75, no 2, p. 103-111 (texte intégral).
- Beier, 1948 : Phoresie und Phagophilie bei Pseudoscorpionen. Österreichische Zoologische Zeitschrift, vol. 1, p. 441-497 (texte intégral).